# Ribera d’Ondara
Ribera d’Ondara település Spanyolországban, Lleida tartományban. Ribera d’Ondara Cervera, Montoliu de Segarra, Montornès de Segarra, Granyena de Segarra, Estaràs, Sant Guim de Freixenet, Montmaneu és Talavera községekkel határos. Lakosainak száma 454 fő (2024).

## Népesség
A település népessége az utóbbi években az alábbiak szerint változott:
| Lakosok száma | 441  | 1154 | 1137 | 860  | 508  | 462  | 445  | 420  | 426  | 454  |
|               | 1717 | 1887 | 1936 | 1960 | 1986 | 2004 | 2009 | 2014 | 2019 | 2024 |